# 圣马蒂诺-迪韦内泽
圣马蒂诺-迪韦内泽（義大利語：San Martino di Venezze），是意大利罗维戈省的一个市镇。总面积31.1平方公里，人口4045人，人口密度130.1人/平方公里（2009年）。ISTAT代码为029044。